# Barsanuphius

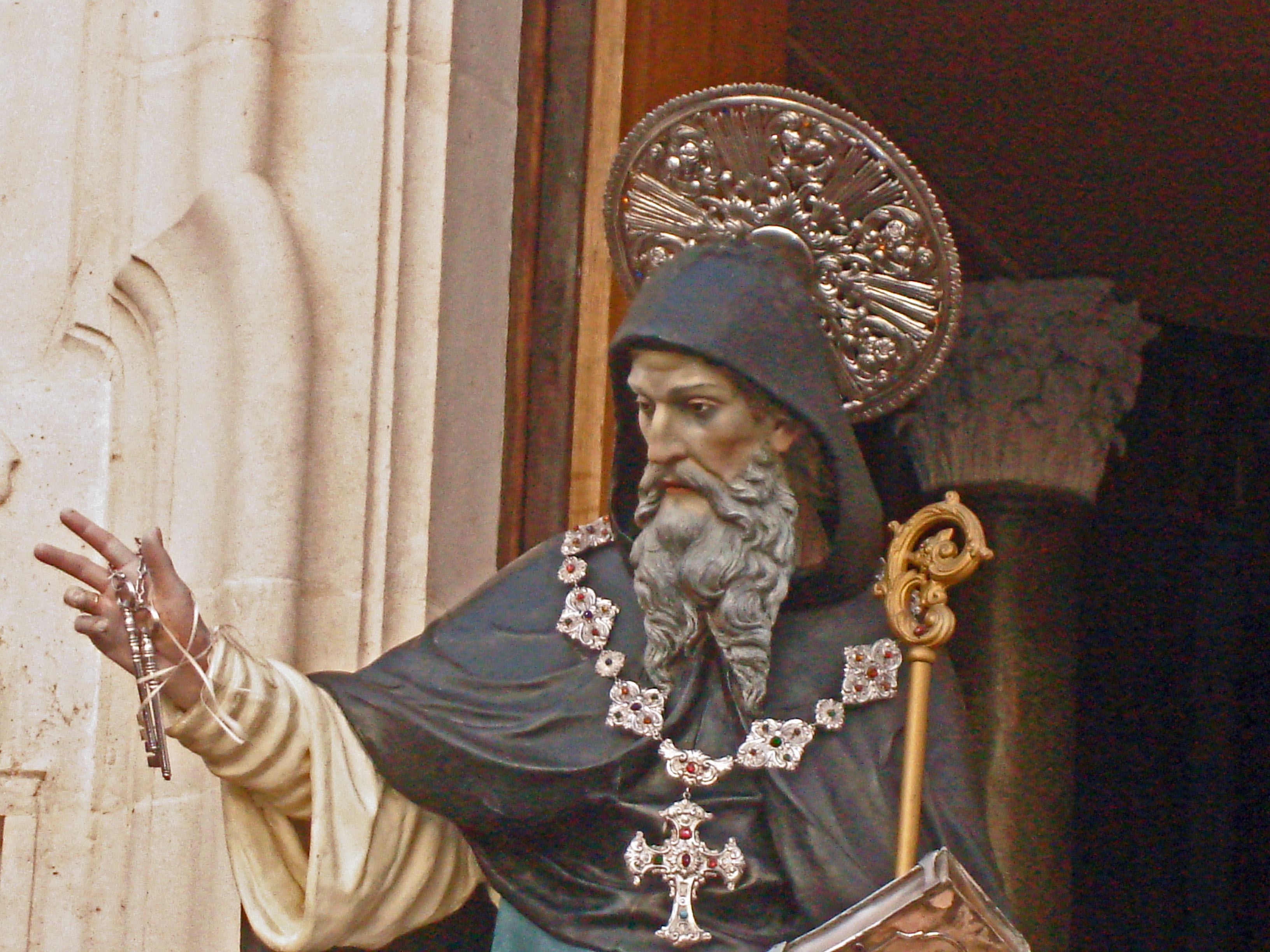
Beeld van Barsanuphius in Oria.

Barsanuphius (Egypte - Gaza, 540) was een Koptische monnik uit de 6e eeuw.
Hij woonde als kluizenaar ingemetseld in een klooster bij Gaza. Barsanuphius was bevriend met de kluizenaar Johannes, aan wie hij een groot aantal responsiones (antwoordbrieven) schreef. Hiervan zijn er 396 van Barsanuphius bewaard gebleven. Zijn feestdag is op 11 april (6 februari in de Orthodoxe Kerk).